# Сейферт, Ярослав
Ярослав Сейферт (чеш. Jaroslav Seifert прос.о файле, 23 сентября 1901, Прага — 10 января 1986, там же) — чешский писатель и журналист. Лауреат Нобелевской премии по литературе 1984 года «За поэзию, которая отличается свежестью, чувственностью и богатым воображением и свидетельствует о независимости духа и разносторонности человека».

## Биография

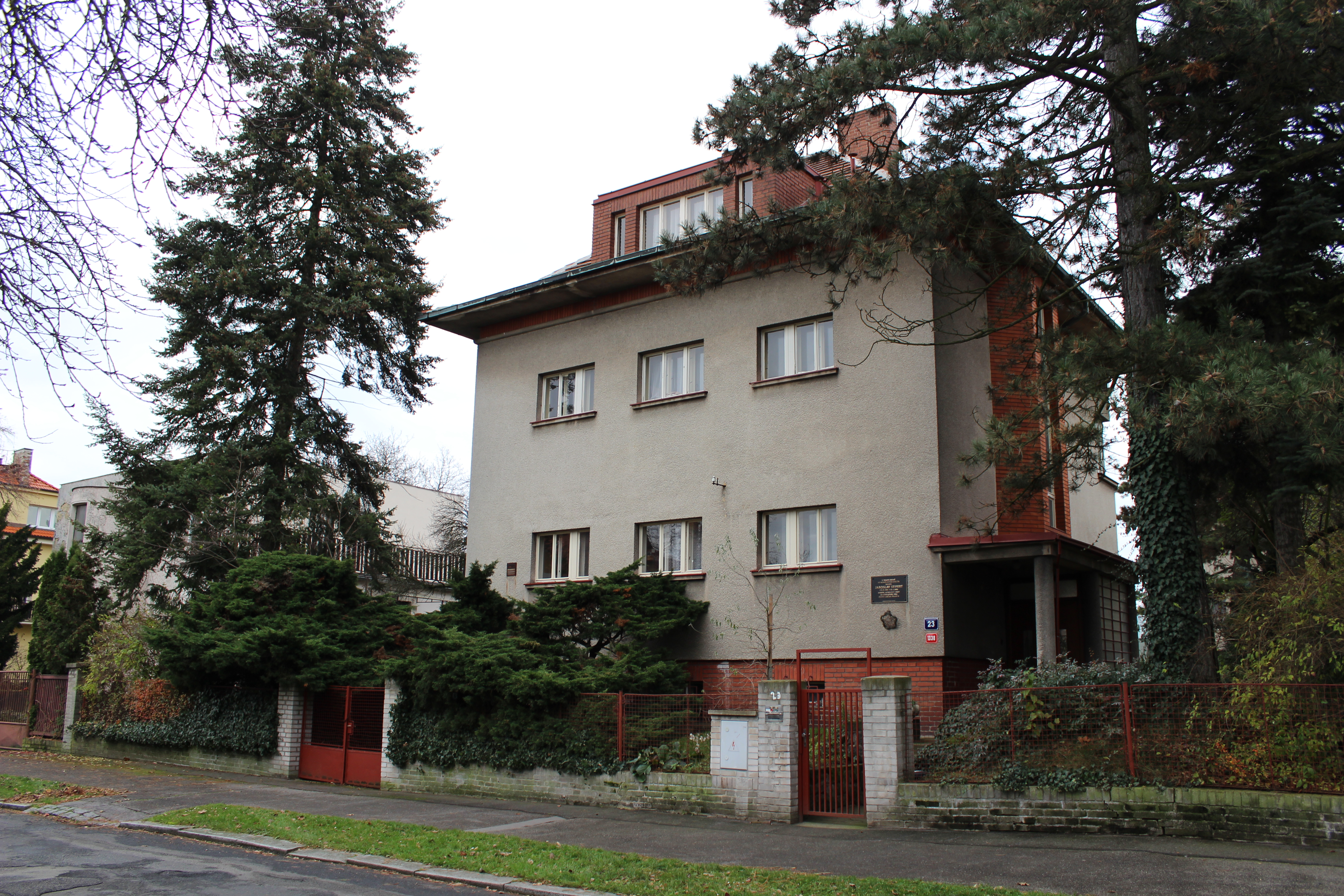
Дом в Праге, в котором Сейферт жил с 1938 года до самой своей смерти

Родился в предместье Праги в семье управляющего магазином, в детские годы разносил товар по городу. Не получил систематического образования, не закончил даже средней школы. В 1920-х годах — коммунист, один из лидеров чешского авангарда, член группы «Деветсил» (Карел Тейге, Йиржи Волькер, Константин Библ, Йиндржих Штырски и др.). В 1925 году в составе официальной делегации по экономическому и культурному сближению с новой Россией побывал в СССР — в Москве и Ленинграде. Стихи о России войдут в сборник «Соловей поет плохо» (1926).

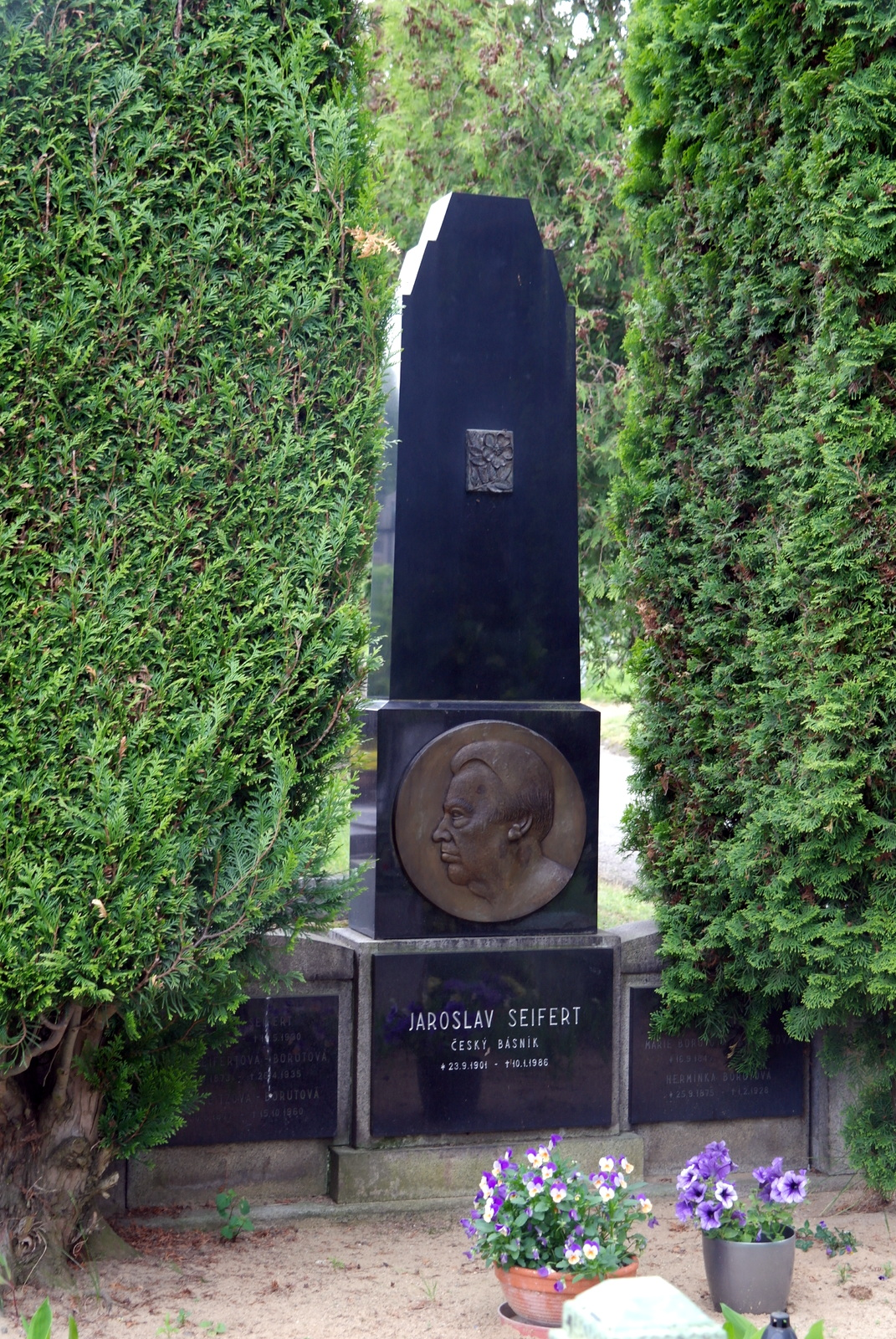
Могила Ярослава Сейферта

В 1929 году покинул ряды КПЧ в знак протеста против внедрявшегося сталинизма. В том же году выходит его поэтическая книга «Почтовый голубь». В 1937 году большой отклик в обществе нашел цикл стихотворений на смерть первого президента Чехословакии Т. Г. Масарика «Восемь дней». В период оккупации создал поэтические книги «Погасите огни» (1938), «Веер Божены Немцовой» (1940), «Одетая в свет» (1940), «Каменный мост» (1940), где отразилось стремление поэта найти опору для сопротивления захватчикам в корнях чешской истории и культуры и красоте Праги. В мае 1945 года Ярослав Сейферт стал участником Пражского восстания, описав эти события в стихах сборника «Шлем глины» (1945), в котором звучит также благодарность Красной армии и воспоминания о поездке в Москву.
Занимался журналистикой, после 1949 года — целиком литературой. В своей речи в 1956 году на съезде Союза писателей Чехословакии, произнесенной в контексте разоблачения культа личности, призвал писателей говорить правду. «Если замалчивает правду кто-либо другой, это может быть тактическим маневром. Если замалчивает правду писатель — лжет!»
В 1968 году был избран руководителем Союза писателей Чехословакии. В 1977 году подписал диссидентскую Хартию-77.
На вручение Нобелевской премии не смог присутствовать лично, на церемонии была дочь писателя. 
Похоронен на городском кладбище в Кралупах-над-Влтавой при огромном скоплении тайной полиции. На похоронах присутствовал будущий чешский президент Вацлав Гавел.